# Мба (футбольный клуб)
«Мба» (фидж. Ba Football Association, англ. Ba F.C., фидж. хинди Ba Football Association) — фиджийский футбольный клуб из одноимённого города. Основан в 1935 году. Выступает в Национальной футбольной лиге Фиджи. Домашние матчи проводит на стадионе «Говинд Парк».

## История
Футбольный клуб «Мба» был основан в 1935 году. В 1938 году была образована Фиджийская футбольная ассоциация. «Мба» стал вторым её членом. До 1977 года «Мба» играл в различных любительских турнирах. С основанием Национальной футбольной лиги команда принимает в ней участие беспрерывно. Выиграл 20 сезонов чемпионата и 8 кубков Фиджи. Команда также выиграла сезон 2012, что дало ей право на участие в групповом этапе Лиги чемпионов ОФК 2012/13.

## Достижения
- Чемпионат Фиджи: 20

 Победитель
1977, 1979, 1986, 1987, 1992, 1994, 1995, 1999, 2001, 2002, 2003, 2004, 2005, 2006, 2008, 2010, 2011, 2012, 2013, 2016
- Региональные чемпионаты : 24

 Победитель
1961, 1963, 1966, 1967, 1968, 1970, 1975, 1976, 1977, 1978, 1979, 1980, 1982, 1986, 1991, 1996, 1997, 2000, 2003, 2004, 2006, 2007, 2013, 2015
- Битва гигантов: 16

 Победитель
1979, 1981, 1984, 1990, 1992, 1993, 1998, 1999, 2000, 2001, 2006, 2007, 2008, 2009, 2012, 2013
- Кубок Фиджи: 8

 Победитель
1991, 1997, 1998, 2004, 2005, 2006, 2007, 2010
- Турниры чемпионов: 19

 Победитель
1993, 1994, 1995, 1996, 1997, 1998, 1999, 2000, 2001, 2002, 2003, 2004, 2005, 2006, 2008, 2011, 2012, 2013, 2014